# Levi Bonatto
Levi Bonatto (São José dos Pinhais, 5 de diciembre de 1957) es un obispo católico brasileño. Obispo Auxiliar de la Arquidiócesis de Goiânia (desde octubre de 2014). Está incardinado en la Prelatura del Opus Dei.

## Biografía

### Primeros años y formación
Nació en el seno de una familia numerosa, con seis hermanos. A los doce años perdió a su padre, por lo que comenzó a trabajar para ayudar a mantener a su familia. Trabajaba y estudiaba de noche.
Se licenció en Economía en la Universidad Federal de Paraná (1981) y en Derecho Canónico en la Pontificia Universidad de la Santa Cruz (Roma, 1995).

### Vocación al Opus Dei
Solicitó su admisión en el Opus Dei en 1980. Realizó estudios de Filosofía en la ciudad de São Paulo. 

#### Sacerdocio
Fue ordenado sacerdote el 15 de septiembre de 1995. Ejerció su ministerio como capellán del Centro Cultural Castelo en Campinas (São Paulo,) 1997-2001); capellán del Centro Cultural Alfa y Explanada (2001-2006); Director espiritual del seminario de la diócesis de Sao José dos Campos (São Paulo,) 2001-2006); capellán del Centro profesional Os Pinhais para jóvenes con escasos recursos económicos (2001-2006); profesor de Derecho Canónico y de Teología en el Studium Generale del Opus Dei en São Paulo (2001-2006).
En 2006 fue nombrado capellán de la Centro Cultural Marumbi en Curitiba (Paraná), Coordinador de la Sociedad Sacerdotal Santa Cruz en Paraná y Confesor en el Seminario São José de la Arquidiócesis de Curitiba.

## Episcopado

### Obispo Auxiliar de Goiânia
El 8 de octubre de 2014, el Papa Francisco lo nombró Obispo Auxiliar de la Arquidiócesis de Goiânia, otorgándole el título de Accia. Su ordenación como obispo fue presidida en su tierra natal por el arzobispo de Goiânia, Washington Cruz, el 14 de diciembre del mismo año. La toma de posesión de la diócesis se produjo el 26 de enero de 2015.